# Watykańska lista 45 filmów
Watykańska lista 45 filmów – lista „ważnych i wartościowych filmów fabularnych” opracowana w Watykanie w 1995 roku z okazji 100-lecia kina. Papieska Rada ds. Środków Społecznego Przekazu ogłosiła listę 45 filmów fabularnych zgrupowanych w trzech kategoriach: filmy o walorach religijnych, moralnych lub artystycznych. W każdej kategorii znalazło się 15 filmów. Jednocześnie podkreślono, że wybór filmów ma charakter subiektywny.
Lista wywołała dyskusje nad definicją filmu religijnego, a także zaskoczenie z powodu nieuwzględnienia niektórych tytułów (np. filmów Franco Zeffirellego).

## Lista filmów

### Filmy o szczególnych walorach religijnych
1. Andriej Rublow – reż. Andriej Tarkowski (1966)
2. Misja – reż. Roland Joffé (1986)
3. Męczeństwo Joanny d’Arc – reż. Carl Theodor Dreyer (1928)
4. Żywot i męka Jezusa Chrystusa – reż. Ferdinand Zecca i Lucien Nonguet(inne języki), Francja (1902–1905)
5. Franciszek, kuglarz boży – reż. Roberto Rossellini (1950)
6. Ewangelia według świętego Mateusza – reż. Pier Paolo Pasolini (1964)
7. Teresa – reż. Alain Cavalier (1986)
8. Słowo – reż. Carl Theodor Dreyer (1955)
9. Ofiarowanie – reż. Andriej Tarkowski (1986)
10. Franciszek – reż. Liliana Cavani (1989)
11. Ben-Hur – reż. William Wyler (1959)
12. Uczta Babette – reż. Gabriel Axel (1987)
13. Nazarin – reż. Luis Buñuel (1958)
14. Monsieur Vincent – reż. Maurice Cloche (1947)
15. Oto jest głowa zdrajcy – reż. Fred Zinnemann (1966)

### Filmy o szczególnych walorach moralnych
1. Gandhi – reż. Richard Attenborough (1982)
2. Nietolerancja – reż. David Wark Griffith (1916)
3. Dekalog – reż. Krzysztof Kieślowski (1987)
4. Do zobaczenia, chłopcy – reż. Louis Malle (1987)
5. Dersu Uzała – reż. Akira Kurosawa (1975)
6. Drzewo na saboty – reż. Ermanno Olmi (1978)
7. Rzym, miasto otwarte – reż. Roberto Rossellini (1945)
8. Tam, gdzie rosną poziomki – reż. Ingmar Bergman (1958)
9. Siódma pieczęć – reż. Ingmar Bergman (1956)
10. Rydwany ognia – reż. Hugh Hudson (1981)
11. Złodzieje rowerów – reż. Vittorio De Sica (1949)
12. To wspaniałe życie – reż. Frank Capra (1946)
13. Lista Schindlera – reż. Steven Spielberg (1993)
14. Na nabrzeżach – reż. Elia Kazan (1954)
15. Harfa birmańska – reż. Kon Ichikawa (1956)

### Filmy o szczególnych walorach artystycznych
1. 2001: Odyseja kosmiczna – reż. Stanley Kubrick (1968)
2. La strada – reż. Federico Fellini (1954)
3. Obywatel Kane – reż. Orson Welles (1941)
4. Metropolis – reż. Fritz Lang (1927)
5. Dzisiejsze czasy – reż. Charles Chaplin (1936)
6. Napoleon – reż. Abel Gance (1927)
7. Osiem i pół – reż. Federico Fellini (1962)
8. Towarzysze broni – reż. Jean Renoir (1937)
9. Nosferatu – symfonia grozy – reż. Friedrich Wilhelm Murnau (1922)
10. Dyliżans – reż. John Ford (1939)
11. Lampart – reż. Luchino Visconti (1963)
12. Fantazja – reż. James Algar (1940)
13. Czarnoksiężnik z Oz – reż. Victor Fleming (1939)
14. Szajka z Lawendowego Wzgórza – reż. Charles Crichton (1951)
15. Małe kobietki – reż. George Cukor (1933)